# Kharagpur
Kharagpur (en bengali : খড়্গপুর, en hindi : खड़गपुर) est une ville de l'État indien du Bengale-Occidental.

## Géographie
La base aérienne de Kalaikunda dessert la ville.

## Lieux et monuments
L'Institut indien de technologie de Kharagpur, le plus ancien et le plus grand des IITs, se trouve à Kharagpur.